# قورباغه‌های کیسه‌دار
قورباغه‌های کیسه‌دار (نام علمی: Amphignathodontidae) نام یک تیره از راسته قورباغه است.